# Энергетика Свердловской области

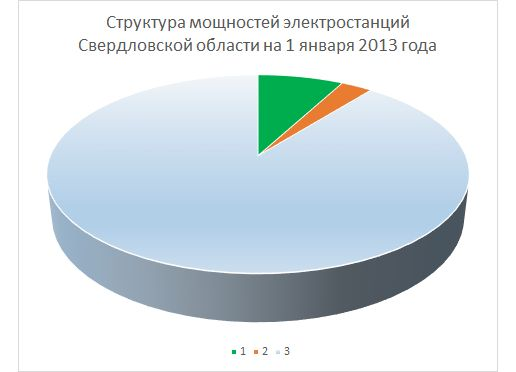
1. АЭС 6,2 %; 2. ГЭС 0,1 %; 3. ТЭС 93,7 %

Энергетика Свердловской области — отрасль экономики Свердловской области. Энергетика Свердловской области находится в ведении Министерства энергетики и жилищно-коммунального хозяйства Свердловской области.

## Общая характеристика
В Свердловской области имеются ограниченные топливно-энергетические ресурсы. Незначительны запасы угля, добыча которого практически прекратилась. На северо-востоке области разведаны небольшие запасы нефти, однако их добыча не ведется. В Красноуфимском районе области имеются месторождений газа. Оценка его возможной добычи составляет около 1,5 — 2 млрд куб. м. в год. Гидроэнергоресурсы представлены малыми реками (Ай, Икса, Иов, Ис и др.), их гидропотенциал невелик и составляет около 300 МВт.
На территории Свердловской области около 3 млрд тонн запасов торфа. В 1985 году был достигнут его максимальный уровень добычи в 3,5 млн тонн. Торф является ценным удобрением и со временем его добыча и использование на топливные нужды сокращались.

## История

### Дореволюционный период
Электроэнергетика Урала берет свое начало с конца XIX столетия. Уже в 1880 году электрический свет от электростанции мощностью 20 кВт использовался на частном фосфорном заводе, заложенном в 1870 году в устье речки Данилихи.
Первые электростанции появились на горных заводах Урала. В 1884 году на Среднем Урале работали небольшие энергоустановки общей мощностью в 60 кВт. В 1900 году была пущена Березовская электростанция, в 1907 году — Надеждинская, которая до настоящего времени снабжает Серовский металлургический комбинат им. А. К. Серова.
С конца 80-х годов XIX века началась электрификация уральских городов. В 1885 году во дворе Екатеринбургского театра «Колизей» заработала первая электроустановка. В начале в театре освещались только сцена и зал, потом и территория улицы вблизи здания. Первое освещение улиц города электрическим светом осуществлялось на «Театральном перекрестке» проспектов Главного и Вознесенского.
В 1894 году в городе заработала Центральная электростанция, построенная купцом Андреем Дмитриевичем Елтышевым. Позже электроснабжение добралось и до центральной, западной и южной части области.
В начале XX века энергетика в России продолжала развиваться. Трудности возникали из-за отсутствия согласований между их производителями: различались частоты напряжений, из величина и др. Возникла идея унификации параметров. При царском правительстве эти задачи производители не успели реализовать.

### Годы Советской власти

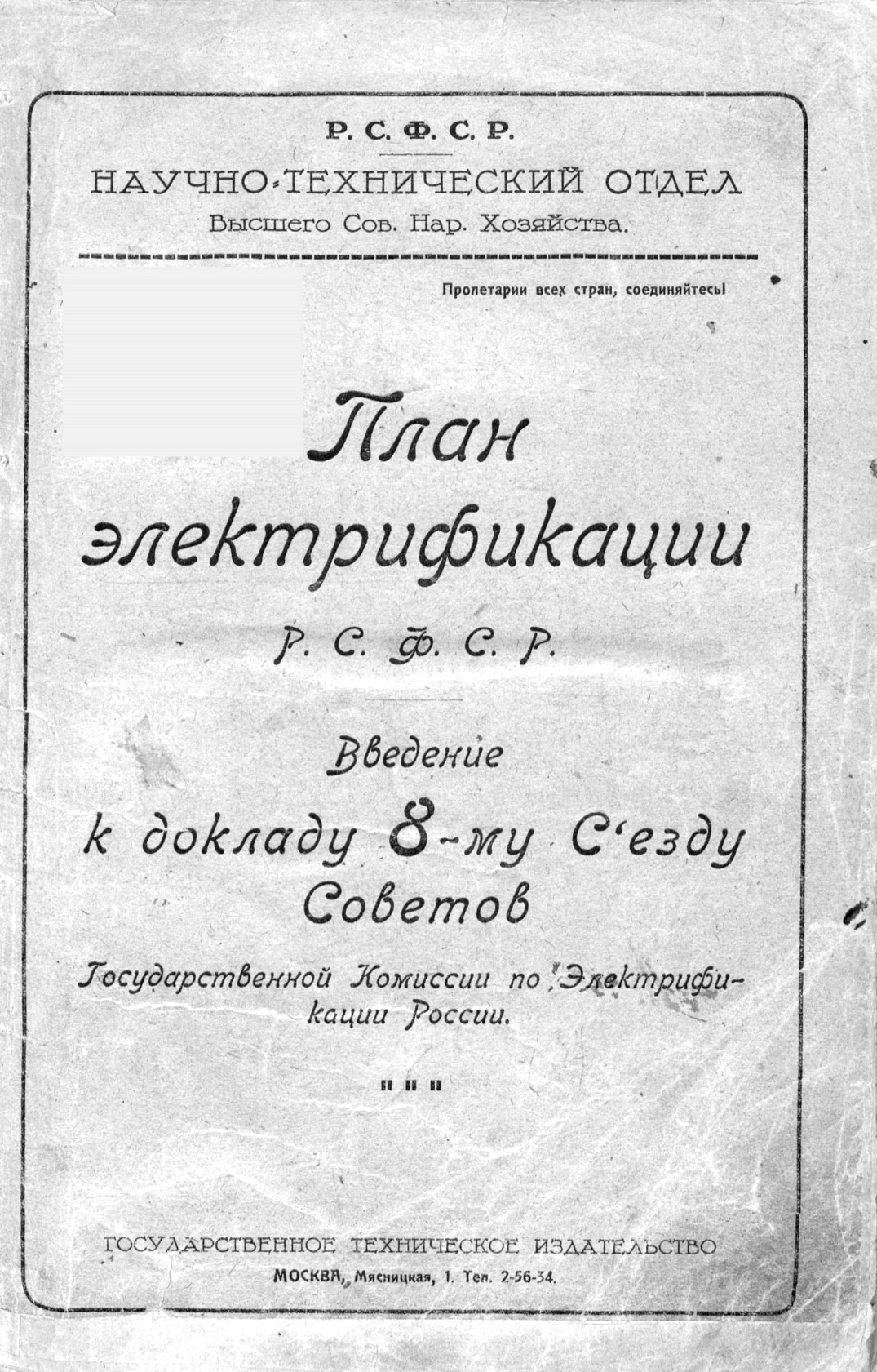

Революционные события и гражданская война негативно отразилась на электрификации Урала. После Октябрьской Революции 1917 года решались задачи восстановления экономики страны. Во главу угла развития экономики страны В. И. Ленин поставил задачу её электрификации.
В конце 1919 года учёный-энергетик Г. М. Кржижановский послал В. И. Ленину статью «Задачи электрификации промышленности». Была создана комиссия по электрификации, в состав которой вошли 19 российских инженеров во главе с Г. М. Кржижановским. В разработке плана принимали участие около 200 ученых. 22 декабря 1920 года план ГОЭЛРО был утвержден на VIII Всероссийском съезде Советов.
Частью плана ГОЭЛРО был региональный план развития Уральского региона страны. Особое внимание в плане уделялось созданию там топливно-энергетической базы: росту добычи угля в Кизеловском, Егоршинском и других угольных бассейнах, увеличению снабжения района кузнецким углем и коксом, строительству Кизеловской, Челябинской, Егоршинской и Чусовской электростанций, реконструкции уже существующих станций.
На Урале планировалось ввести 4 электростанции (Кизеловскую ГРЭС, Челябинскую ГРЭС, Егоршинскую ГРЭС, Чусовскую ГРЭС) общей мощностью 165 тыс. кВт. и реконструировать действующие электростанции.
К концу 1935 года по сроку, намеченному планом ГОЭЛРО на Урале, введены энергетические объекты:
в 1923 году — Егоршинская ГРЭС, в 1924 году — Кизеловская ГРЭС, в 1927 году — Свердловская ГЭС, Кушвинская ГЭС, в 1930 году — Челябинская ГРЭС, в 1931 году — Магнитогорская ЦЭС, в 1932 году — Березниковская ТЭЦ-4, Свердловская ТЭЦ (Уралмашзавода), в 1935 году — ТЭЦ Уралвагонзавода.
К этому времени суммарная мощность электростанций Уральской энергосистемы составила 568 тыс. кВт, то есть план был перевыполнен вдвое. Реализации плана ГОЭЛРО к 1935 году позволило СССР занять по развитию энергетической базы 3 место в мире после США и Германии.
Рост мощности станций и количества потребителей вёл к развитию электрических сетей. В апреле 1930 года в Свердловске было организовано Уральское районное управление электростанций и электросетей «Уралэнерго».
К началу Великой Отечественной войны предприятие «Уралэнерго» обеспечивало нужды населения и промышленности района.
В то же время на территории Урала было размещено более 600 эвакуированных предприятий из восточных районов СССР. Среди них были заводы: «Красный пролетарий», ленинградский «Кировский», «Калибр», Харьковский дизельно-моторный, Азовсталь, московский «Серп и молот», Московский автомобильный завод (моторные цехи), Запорожсталь и др.
Для обеспечения всех предприятий энергетики постоянно увеличивали и наращивали мощности, вводили в строй новые котлы, турбины, генераторы. Большую роль в этом сыграл Наркомат электростанций. Работой энергетических объектов региона руководил Дмитрий Георгиевич Жимерин. После назначения его наркомом, большая часть ведомства была переведена в Свердловск. Д. Г. Жимерин изменил структуру управления «Уралэнерго». В 1942 году предприятие «Уралэнерго» разделили на три энергосистемы «Свердловэнерго», «Челябэнерго», «Молотовэнерго». С образованием уральских энергосистем, там появились подразделения «Высоковольтные сети».
К 1945 году по сравнению с 1941 годом в Свердловской области протяженность воздушных линий электропередачи 35 кВ и выше увеличилась с 1 185 до 11 674 километров. Протяженность ЛЭП на Урале напряжением 110 и 35 кВ за годы войны увеличилась на 34 %. Указом Президиума Верховного Совета СССР от 1 октября 1943 года Дмитрий Георгиевич Жимерин был награждён первым орденом Ленина.

### Послевоенный период
В послевоенный период в советской энергетике происходило восстановление энергетического хозяйства. В 1947 году Правительство приняло программу развития энергетики на Урале. Программа определила строительство электростанций высоких параметров и электросетей напряжением 220 и 500 кВ. С 1945 по 1950 годы электрическая нагрузка объединённой энергосистемы Урала выросла на 43 %, а выработка электроэнергии увеличилась на 50 %.
В первые послевоенные пятилетки в Свердловской области вводятся новые энергетические объекты:

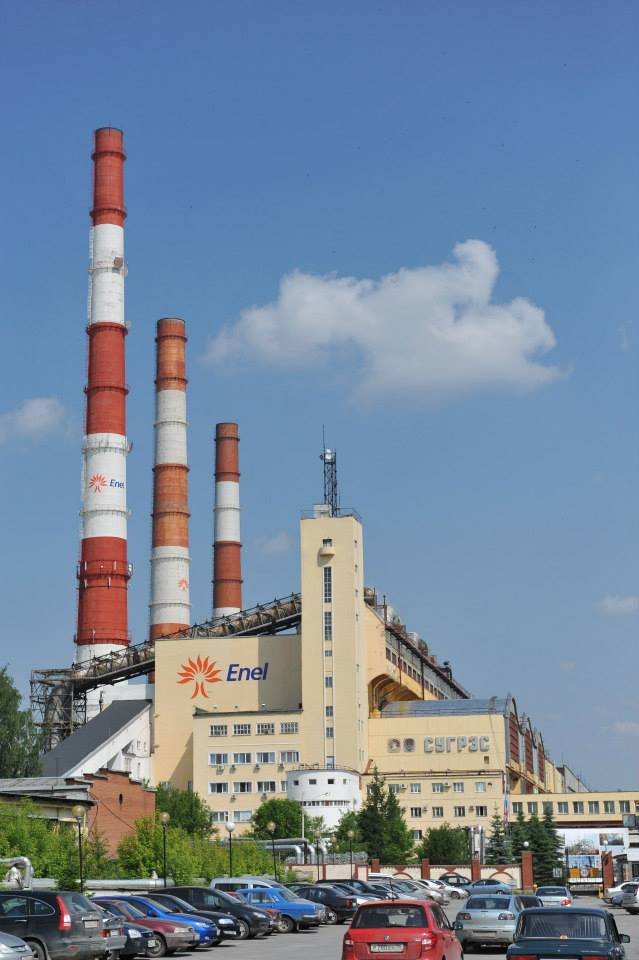
Среднеуральская ГРЭС

- В 1950 году запущена Нижнетуринская ГРЭС высокого давления для электроснабжения предприятия по переработке радиоактивных веществ.

- В 1954 году для электроснабжения Серовских металлургических заводов пущена Серовская ГРЭС.

- В 1955 году Красногорская ТЭЦ и Среднеуральская ГРЭС начали работать на экибастузском угле.

- В 1956 году для снабжения Свердловска-44 заработала крупная Верхне-Тагильская ГРЭС. В городе находилось предприятие по обогащению урана.

- В 1954 году введена в строй в Свердловске ПС «Южная» напряжением 220 кВ.

- В сентябре 1958 года вступают в строй ЛЭП 400 кВ (ныне переведена на 500 кВ) Бугульма-Златоуст, подстанция Златоуст.

В послевоенные годы проводилась электрификация уральских деревень. Электрификация колхозов проводилась за счёт строительства мелких электростанций, межколхозных гидростанций небольшой мощности. Сельское хозяйство Южного Урала было полностью электрифицировано в 1972 году.
В 1960—1980-е годы в Свердловской области расширяется Среднеуральская ГРЭС, там было введено в строй три блока по 300 МВт. каждый. В 1963 году для снабжения горно-обогатительного комбината введена в строй Качканарская ТЭЦ; начато строительство Рефтинской ГРЭС, работающей на экибастузском угле. В 1980 году эта электростанция была выведена на мощность в 3800 МВт. В 1982 году введена в строй Ново-Свердловская ТЭЦ.

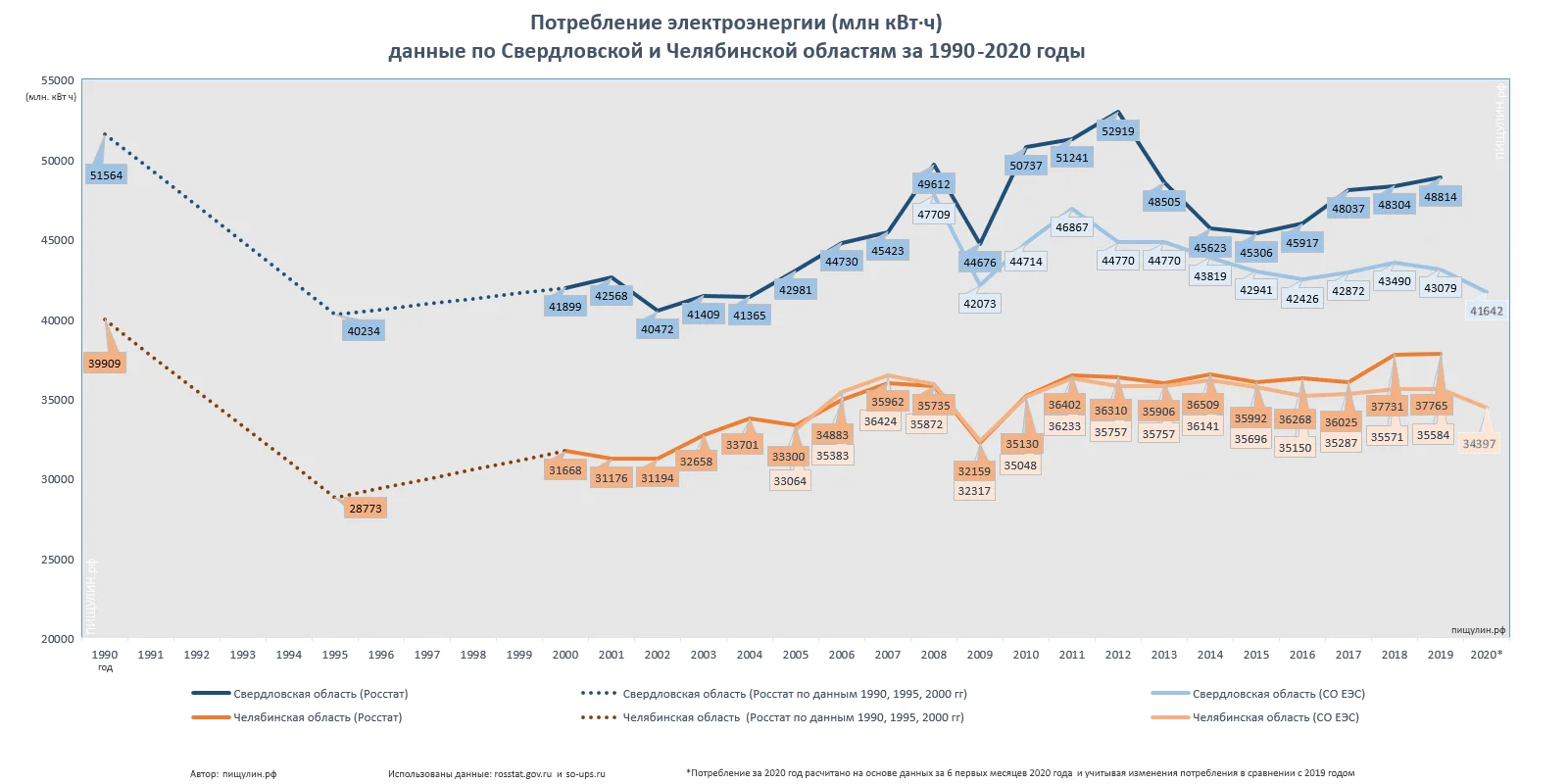
Потребление электроэнергии в Свердловской и Челябинской областях в период с 1990 по 2020 годы

### Годы перестройки и строительства капитализма
Со второй половины 1980-х годов обстановка в стране и экономике меняется, в энергетической отрасли уменьшается процесс ввода новых мощностей.
Из-за недостатка средств откладывается реконструкция оборудования на электростанциях и подстанциях. После ввода ВЛ «Тагил-БАЗ» на Урале прекратилось строительство сетей в 500 киловольт. Последним крупным объектом энергетики XX века в Свердловской области стала Ново-Свердловская ТЭЦ (1982).
После прихода к управлению страной в 1991 году Б. Н. Ельцина в стране был взят курс на капиталистические производственные отношения. После проведения приватизации государственных и муниципальных предприятий РФ производственные объединения энергетики были преобразованы в акционерные общества: АО «Пермэнерго» (1992 г.); АО «Свердловэнерго» (1993 г.); АО «Челябэнерго» (1993).
В 1992 году было создано РАО «ЕЭС России» с передачей в его собственность крупных электростанций и сетей напряжением 330 кВ и выше. В Свердловской области Верхнетагильская, Среднеуральская, Рефтинская ГРЭС вошли в состав РАО ЕЭС, однако были переданы обратно Свердловэнерго на правах аренды.
В 1998 году РАО «ЕЭС России» возглавил Анатолий Борисович Чубайс. Только что поступив учиться в Московский энергетический институт, он взялся за реформирование электроэнергетики. В основе реформы стало разделение отрасли на конкурентные и монопольные виды деятельности. Постепенно к 2007 году около половины электростанций и 22 сбытовые компании страны перешли в частные руки. Поступления при приватизации предприятий от дополнительных эмиссий акций составили около $25 млрд.
В 2008 году РАО «ЕЭС России» было ликвидировано. После реформирования в уральской энергетике функционируют следующие компании:

## Генерирующие компании
- ОАО «Концерн Росэнергоатом» — на Урале представлено Белоярской АЭС им. И. В. Курчатова.
- ОАО «ОГК-2» — на Урале представлена станциями: Серовская ГРЭС, Троицкая ГРЭС (Челябинская область),
- «Энел Россия» (бывшее ОАО «Энел ОГК-5») — на Урале представлена станциями: Среднеуральская ГРЭС, Рефтинская ГРЭС
- ОАО «Территориальная генерирующая компания № 9» (ОАО «ТГК-9»). Свердловский филиал представлен 6 станциями: Нижнетуринская ГРЭС, Верхотурская ГЭС, Ново-Свердловская ТЭЦ, Красногорская ТЭЦ, Свердловская ТЭЦ, Первоуральская ТЭЦ.

Крупнейшими электросетевыми компаниями на территории Свердловской области являются ОАО «ФСК ЕЭС» МЭС Урала, филиал ОАО «МРСК Урала» «Свердловэнерго», АО «Екатеринбургская электросетевая компания», АО «Региональная сетевая компания» (РСК) , АО «Облкоммунэнерго». На территории энергосистемы находятся электрические сети напряжением 500, 220, 110 кВ. и ниже.
Собственная топливная база Свердловской области обеспечивает только 5 % потребностей в топливно-энергетических ресурсах. Из общего объёма топлива, поступающего в Свердловскую область, около 30 % составляет природный газ с Севера, остальное — уголь (10 % — местный, остальные, в основном экибастузский и казахстанский). В настоящее время около 99 % электроэнергии Свердловской области вырабатывается на ввозимом топливе.

## Крупнейшие электростанции области
- Рефтинская ГРЭС — 3 800 МВт.

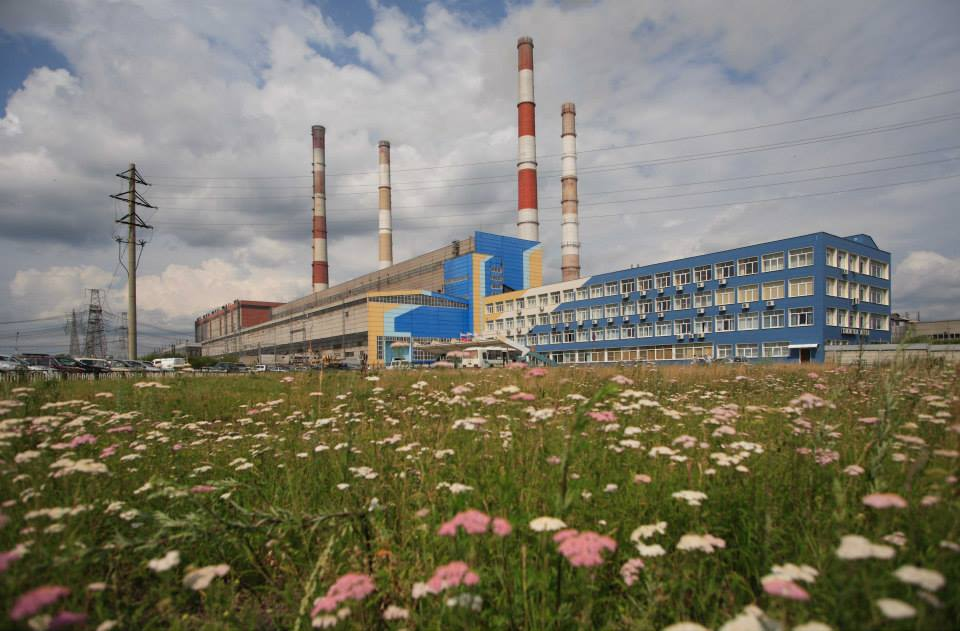
Рефтинская ГРЭС

- Среднеуральская ГРЭС — 1 578,5 МВт.
- Белоярская АЭС — 1 485 МВт.
- Верхнетагильская ГРЭС — 1 062,15 МВт.
- Ново-Свердловская ТЭЦ — 557 МВт.
- Нижнетуринская ГРЭС — 484 МВт.
- Серовская ГРЭС — 451 МВт.
- ТЭЦ Академическая — 220 МВт.
- ТЭЦ ОАО «ЕВРАЗ НТМК» — 149,90 МВт.
- Богословская ТЭЦ — 135,5 МВт.
- Красногорская ТЭЦ — 121 МВт.
- ТЭЦ ОАО НПК «Уралвагонзавод» — 100 МВт.

Суммарная установленная мощность электростанций энергосистемы на 1 января 2012 года составила 9670 МВт.
Более половины от всей установленной мощности энергосистемы 5400,5 МВт (55,8 процента) приходится на две электростанции — Рефтинская ГРЭС и Среднеуральская ГРЭС. Эти ГРЭС принадлежат ПАО «Энел Россия».
К 2020 году в Свердловской области прогнозируется рост электрических нагрузок до 8310 МВт. До 2020 года запланировано строительство атомных блоков БН-800 и БН-1200. К 2017 году электрическая мощность электростанций Свердловской области составит около 12702 МВт, а к 2022 году — около 15761 МВт.

## Гидроэнергетика

### Верхотурская ГЭС
Расположена на реке Туре. Пущена в 1949 году, мощность станции — 7 МВт.

### Вогульская ГЭС
Расположена на реке Вогулке. Мощность 2,4 МВт, гидроагрегат с турбиной ПЛ-495-ВБ-225 работает при максимальном напоре до 16 м. Введена в эксплуатацию в 1967 году.

### Гидропотенциал
Гидрологический потенциал Свердловской области оценивается экспертами на уровне 300 МВт. На 12 существующих гидротехнических сооружениях возможна установка электростанций мощностью более 1 МВт. Возможн также восстановление заброшенных мини-ГЭС области (Верхне-Сысертская, Алапаевская, Афанасьевская, Ирбитская, Речкаловская и иные) и сооружение ряда новых мини- и микро-ГЭС.
Алапаевская ГЭС мощностью 2 МВт была введена в 1945 году.

## Ядерная энергетика

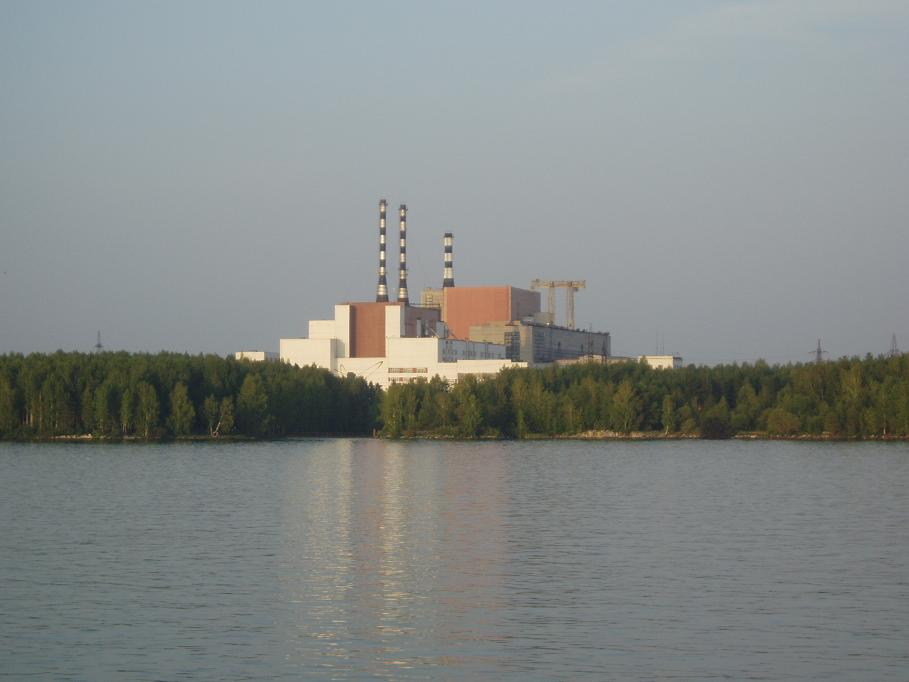
Вид на Белоярскую АЭС

Белоярская атомная электростанция им. И. В. Курчатова (БАЭС) — атомная электрическая станция, пущена в эксплуатацию в 1964 году, расположена в городе Заречный Свердловской области, вторая промышленная атомная станция в стране (после Сибирской), единственная в России АЭС с разными типами реакторов на одной площадке.
На станции были сооружены четыре энергоблока: два с реакторами на тепловых нейтронах и два с реакторами на быстрых нейтронах. В настоящее время на станции 2 действующих энергоблока: 3-й энергоблок с реактором БН-600 электрической мощностью 600 МВт, пущенный в эксплуатацию 8 апреля 1980 года — первый в мире энергоблок промышленного масштаба с реактором на быстрых нейтронах и 4-й энергоблок БН-800 с реактором на быстрых нейтронах электрической мощностью 880 МВт.

## Альтернативная энергетика
В области развивается использование солнечной энергии и энергии ветра.

## Музеи
Музей энергетики Урала начал функционировать в Екатеринбурге в декабре 2013 года. Выставочные площадки музея организованы базе музея Свердловской энергосистемы, который работал в Свердловске с 1977 года и располагался в здании Учебного комбината дореформенного «Свердловэнерго».
На исторической площадке музея собрана история развития энергетики Урала — от первых фонарей Екатеринбурга, Челябинска и Перми, до современного состояния отрасли.
В Музее представлено более 900 единиц фотографий и документов, более 500 объемных музейных предметов.